# 行为银行
行为银行是一套行为管理和行为训练方案，是对行为矫正学之代币法的拓展和创新。其主要功能是细节化和量化管理行为的过程，以提高行为管理的成功率。一分钱行为价值论是行为银行的核心理论。
行为银行的创始人张曦明（资深教育心理学者）和陈雁茵（英国诺丁汉大学教育心理学博士）从一九九九年起指导众多家长和个别学校为孩子建立行为银行，并将十多年追踪研究家庭实践行为银行的情况写成＜＜行为银行＞＞和＜＜小行长斗智纪＞＞，由广东人民出版社出版。
家庭行为银行是一套家庭管理制度，让孩子全天候做好各类行为来挣取零用钱，心理学上可称为行为链游戏。行为链游戏用小至一分钱的奖金细节化和量化管理行为的过程，以形成可持续的行为链。这是培养良好行为习惯的有效途径。